# Abaza Mehmed Pascha

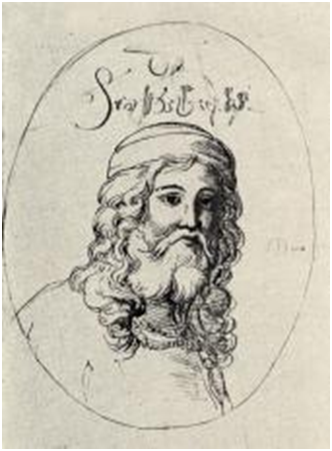
Abaza Mehmed Pascha

Abaza Mehmed Pascha (türkisch Abaza Mehmed Paşa, abchasisch Меҳмеҭ Росҭом-иҧа Лакырба; * 1576; † 24. August 1634) war nacheinander als Beylerbey von Maraş, Erzurum, Bosnien und Silistra ein bedeutender Amtsträger und Militärführer im Dienste des Osmanischen Reiches. Er war wahrscheinlich abchasischer Herkunft.
Abaza Mehmed Pascha war Namensgeber der Abaza-Aufstände.
Aufgrund seiner Niederlage gegen Polen-Litauen 1633–1634 wurde er auf Anordnung Sultan Murads IV. hingerichtet.